# Bragasellus incurvatus
Bragasellus incurvatus är en kräftdjursart som beskrevs av Odette Afonso 1984. Bragasellus incurvatus ingår i släktet Bragasellus och familjen sötvattensgråsuggor. Inga underarter finns listade i Catalogue of Life.